# Saduceji
Saduceji so bili judovska versko politična skupina, ki je delovala v starem Izraelu približno od leta 150 pr. n. št. do leta 70 n. št.
Ime saduceji (hebrejsko צדוקים‎ [cadókim]) izvira iz imena velikega duhovnika Cadóka (hebrejsko: צדוק‎; v različnih transkripcijah: Cadok, Tsadok, Sadok, Zadok, Zadoq, ipd), ki so ga šteli za svojega vzornika. Ime Cadok je bilo še kar pogosto, a verjetno je bil to tisti Cadok, ki je mazilil Salomona ob nastopu kraljevske službe (glej 1 Kr 1,28-40).
Saduceji so bili zelo vpliven in bogat družbeni sloj v takratnem Jeruzalemu. Imeli so velik vpliv na delovanje jeruzalemskega templja in na imenovanje velikih duhovnikov.  Številni veliki duhovniki so bili saduceji. Imeli so tudi velik vpliv na judovski veliki zbor (sinhedrij). Največji nasprotniki oziroma tekmeci saducejev so bili farizeji, ki pa so  bili v glavnem pripadniki srednjega sloja. Pogosto se saduceje opisuje kot nazadnjaške oziroma konzervativne, farizeje pa kot naprednejše.
Saduceji so priznavali za svéto samo Peteroknižje (pet Mojzesovih knjig), drugo razodetje Božje besede pa so zavračali. Zavračali so tudi ustno izročilo o tolmačenju Mojzesove postave in verovanja, ki so se razvila pozneje. Zato so (za razliko od farizejev in od večine vernih judov tistega časa) zavračali verovanje v angele in demone, pa tudi verovanje v posmrtno življenje: saduceji niso verjeli niti v nesmrtnost duše niti v telesno vstajenje ob koncu sveta.
Saduceji so bili tipični aristokrati, ki jim je zelo veliko pomenil položaj v družbi. Ob rimski zasedbi Judeje so se trudili za čim boljše stike z Rimljani, zato da so ohranili čim več svojih družbenih privilegijev. Ob uničenju jeruzalemskega templja leta 70 so saduceji izgubili vse vzvode oblasti in zelo hitro izginili iz zgodovine.
Saduceji so na več mestih omenjeni v Svetem Pismu nove zaveze. Pojavijo se v evangelijih, ko poskušajo z vprašanji zmesti Jezusa (glej Mt 16,1-12, Mt 22,23-33) in v Apostolskih delih, ko zaslišujejo svetega Pavla pred velikim zborom (glej Apd 23,1-10).